# Melissa Lauren

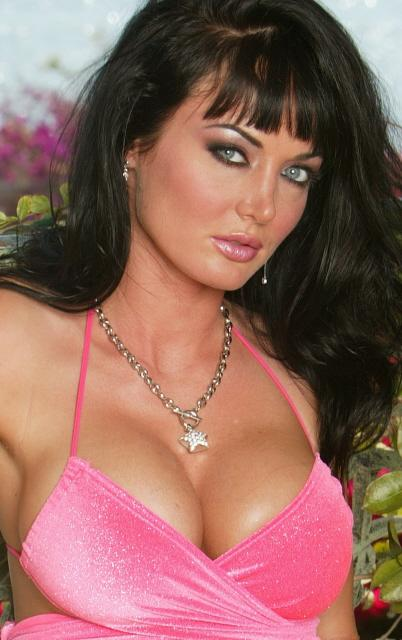
Melissa Lauren, 2008

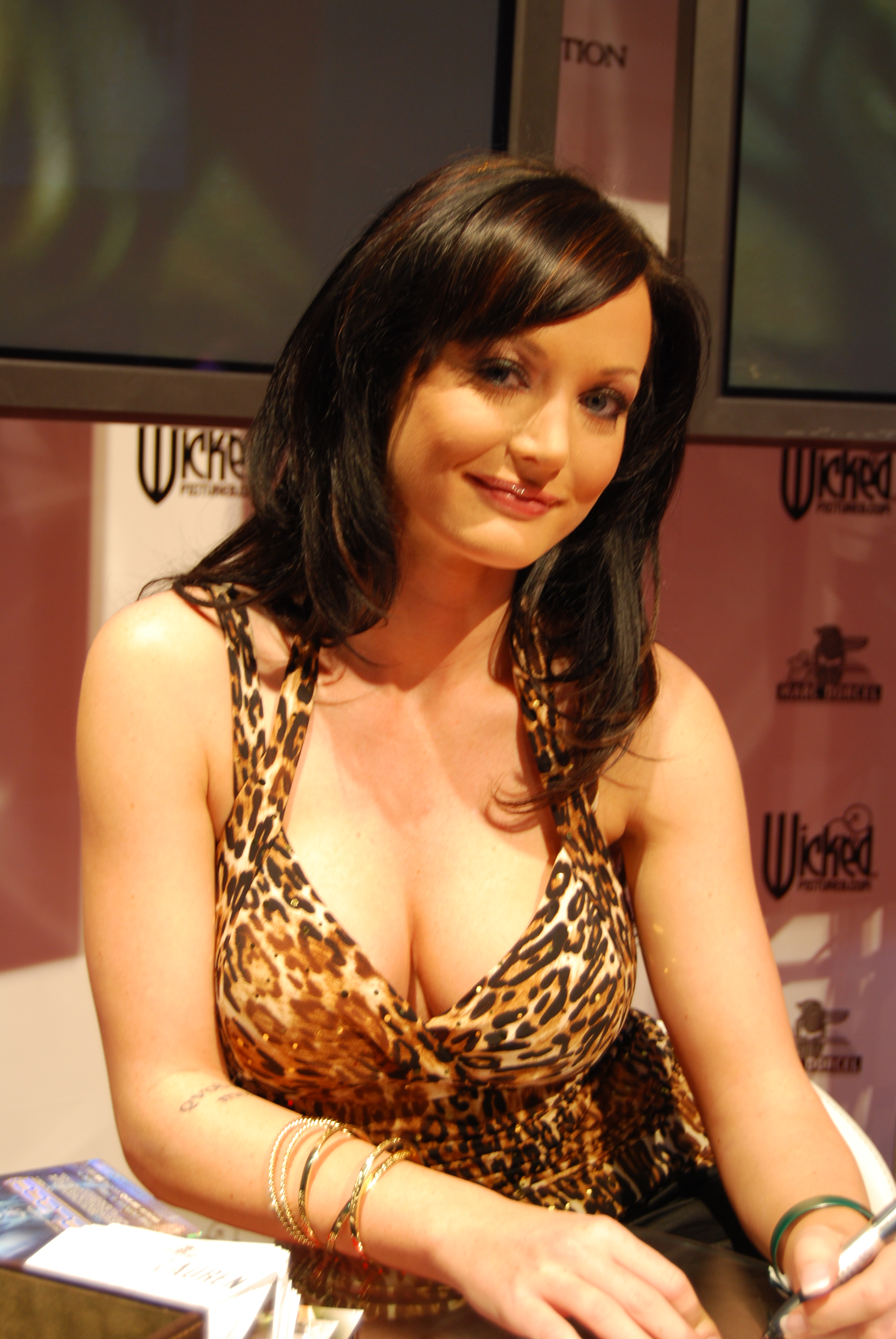
Melissa Lauren, 2008

Melissa Lauren (* 16. Oktober 1984 in La Rochelle, Charente-Maritime als Barbara Masvaleix) ist eine französische Pornodarstellerin und -regisseurin.

## Leben
Melissa Lauren machte am Lycée hôtelier de La Rochelle eine Ausbildung in der Gastronomie. Diese schloss sie nach drei Jahren erfolgreich ab und arbeitete fortan als Konditorin im Hotel George V. in Paris. Nachdem sie eine Stellenanzeige des Pornoproduzenten Jean B. Root gelesen hatte, telefonierte sie mit ihm und besiegelte ihren ersten Auftritt als Darstellerin im Juni 2003.

## Karriere als Darstellerin
Nachdem sie einige Filme in Frankreich gedreht hatte, zog sie nach Los Angeles, um dort im Pornogeschäft Fuß zu fassen. Sie hat in mehr als 300 Filmen als Darstellerin mitgewirkt, unter anderem in Neo Pornographia Vol. 1 und 2 von Michael Ninn und für andere bekannte Produktionsfirmen wie Evil Angel Productions, Vivid, Wicked Pictures, Penthouse und Digital Playground. Sie praktiziert vor allem härtere Spielarten des Sex wie beispielsweise Double Anal oder BDSM (z. B. auf den Seiten von Kink.com).

## Karriere als Regisseurin
Nachdem sie schon seit 2005 der Kopf von hellfiresex.com war, entschied sich Lauren im Jahr darauf, sich mehr auf das Regieführen zu konzentrieren. Am 14. August 2006 erschien ihr Regiedebüt für Combat Zone mit dem Titel Plucked Then Fucked. Noch im selben Jahr gab sie bekannt, dass sie selbst keine weiteren Szenen als Darstellerin mit Männern drehen werde. Dies bezog sich jedoch nur auf Filme, in denen sie selbst Regie führt oder die sie produziert. Unter anderer Leitung machte sie vor der Kamera unverändert weiter wie bisher. Seit Ende 2007 ist sie auch für den französischen Pornoproduzenten Marc Dorcel tätig und drehte, neben anderem, einige Szenen mit dem spanischen Darsteller Nacho Vidal.

## Filmografie (Auswahl)
- 2004: Jailbait 1
- 2004: Girlvert 7
- 2004: Service Animals 18
- 2005: Neo Pornographia
- 2006: Fashionistas Safado – The Challenge
- 2006: Ass Jazz 3
- 2007: Operation: Desert Stormy
- 2008: Casino – No Limit
- 2008: Ritual
- 2008: Evil Anal 7

## Auszeichnungen
- 2007 FICEB Ninfa in der Kategorie „Most Original Sex Sequence“ für Fashionistas Safado – The Challenge
- 2007 AVN Award in der Kategorie „Best Group Sex Scene – Video“ für Fashionistas Safado: The Challenge[5]
- 2008 AVN Award in der Kategorie Best „Threeway Sex Scene“ für den Film Fashionistas Safado: Berlin[6]

- + 13 Nominierungen

## Sonstiges
- Melissa Lauren hat ein Tattoo mit dem Satz Quod Me Nutrit Me Destruit (‚Das was mich ernährt, zerstört mich‘)[7] auf dem rechten Unterarm.
- Sie war 2005 das Model für die Kosmetiklinie Hot Wax Cosmetics.[8]
- Im Juli 2006 unterzog sich Lauren einer Brustvergrößerung und hat nun nach Angaben auf ihrer offiziellen Webseite Maße von 90D-65-90.[2]